# Mount Stuart, Antarktis
Mount Stuart är ett berg i Antarktis. Det ligger i Östantarktis. Nya Zeeland gör anspråk på området. Toppen på Mount Stuart är 1 995 meter över havet.
Terrängen runt Mount Stuart är kuperad österut, men västerut är den platt. Trakten är obefolkad. Det finns inga samhällen i närheten.